# Międzynarodowy przepływ kapitału
Międzynarodowy przepływ kapitału – wszystkie transakcje kapitałowe dokonane między krajowymi i zagranicznymi podmiotami gospodarczymi, które powodują zmianę wysokości lub struktury salda należności i zobowiązań danej gospodarki narodowej wobec zagranicy, czyli jej pozycji zagranicznej netto.
Transakcje tego typu odnotowywane są w bilansie kapitałowym, tworząc część bilansu płatniczego określonego kraju.

## Przyczyny międzynarodowego przepływu kapitału
Odnotowane przepływy kapitału mogą wynikać z wielu powodów m.in.:
- z zakupu towarów i usług zagranicą
- z tytułu udzielenia lub otrzymania pożyczek zagranicznych, kredytów handlowych i finansowych
- zakładania przedsiębiorstw w jednym kraju przez rezydentów drugiego kraju lub zakupu i sprzedaży zagranicznych papierów wartościowych

Do przyczyn występowania międzynarodowego transferu kapitału
należy: 
- uzyskanie w krótkim czasie wyższej stopy zysku,
- dostęp do deficytowych źródeł surowców;
- uzyskanie wyższej stopy procentowej od wolnych kapitałów;
- wykorzystanie przewagi technologicznej, która stwarza możliwość osiągnięcia zysku za granicą; zapewnienie bezpieczeństwa lokat kapitałowych
- motyw lepszej lokaty kapitału w stosunku do stopnia zysku, terminów, stopy ryzyka, płynności, oprocentowania itp.
- ominięcie barier celnych[1]

## Główne kryteria podziału międzynarodowego przepływu kapitału
- Podział ze względu na podmioty uczestniczące oraz motywy, którymi te podmioty kierują się, dokonując operacji wywozu lub przywozu kapitału z zagranicy: 
  - międzynarodowy przepływ kapitału w szerokim znaczeniu – zalicza się do niego transakcje kapitałowe dokonane przez bank centralny, który realizuje cele związane z polityką gospodarczą państwa, a nie z chęci osiągnięcia zysku.
  - międzynarodowy przepływ kapitału w wąskim znaczeniu – definiuje się jako ruch kapitału podejmowany z motywem zysku przez podmioty gospodarcze inne niż bank centralny.
- Podział ze względu na pochodzenie wywożonego kapitału wyróżnia się:
  - kapitał ze źródeł publicznych – agend rządowych, budżetów lokalnych, budżetów organizacji międzynarodowych. Kredyty udzielane ze źródeł publicznych są preferencyjne i niżej oprocentowane niż kredyty z banków komercyjnych.
  - kapitał ze źródeł prywatnych – przedsiębiorstw, banków komercyjnych,osób prywatnych. Są to wszelkie formy wywozu kapitału.
- Podział ze względu na okres, na jaki nastąpił przywóz lub wywóz kapitału wyróżnia się:
  - przepływy krótkoterminowe – jeżeli okres spłaty wywiezionego lub przywiezionego kapitału nie przekracza 1 roku.
  - przepływy długoterminowe – jeżeli okres ten jest dłuższy niż 1 rok.

## Podmioty i formy międzynarodowego przepływu kapitału
Międzynarodowy przepływ kapitału dokonuje się pomiędzy następującymi podmiotami:

### Krajowymi i zagranicznymi przedsiębiorstwami
Odbywa się to technicznie w dwojaki sposób, albo w formie kredytów kupieckich, albo inwestycji bezpośrednich za granicą.
Kredyt kupiecki – związany bezpośrednio z wymianą towarową. Jest udzielany importerowi przez eksportera i ma na celu zwiększenie konkurencyjności danego towaru. Często stosowany przy obrocie gotowymi obiektami przemysłowymi, statkami, samolotami.
Zagraniczne inwestycje bezpośrednie – są to inwestycje dokonane w kraju innym niż kraj pochodzenia inwestora. Polega na ulokowaniu kapitału w przedsiębiorstwie zagranicznym, w celu uzyskania efektywnej kontroli zarządzania tym przedsiębiorstwem i osiągania z tego tytułu zysków.
Inwestycje te obejmują:
- zakup udziałów w już istniejących firmach zagranicznych
- założenie nowej filii za granicą
- utworzenie joint venture z podmiotem zagranicznym
- nabycie majątku nieruchomego za granicą w celu rozszerzenia dotychczasowej działalności.

Obecnie wyróżnia się dwie podstawowe formy bezpośrednich inwestycji zagranicznych:
- inwestycje typu greenfield – są charakterystyczne dla krajów rozwijających się i polegają na tym, że inwestor zagraniczny buduje od podstaw zakład w kraju goszczącym.
- inwestycje w postaci fuzji i przejęć – dominują w krajach rozwiniętych i następują najczęściej poprzez nabycie kontrolnego pakietu akcji przez jeden podmiot w drugim (przejęcie), lub wspólną decyzję obu podmiotów o połączeniu (fuzja).

### Krajowymi i zagranicznymi bankami
Banki jako podmioty wyspecjalizowane w rozdysponowywaniu akumulacji mogą w istotny sposób wpłynąć na wielkość i strukturę przepływów kapitału w skali międzynarodowej.
Podstawowe metody przepływu kapitału między bankami tworzą:
- finansowane i refinansowane kredyty kupieckie w formie: kredytów rewolwingowych, jednostkowych kredytów transakcyjnych i linii kredytowych
- kredyty finansowe – są one przeznaczane w formie pieniężnej przez banki jednego kraju bankom innego kraju, bez formalnego wiązania postawionych do dyspozycji środków z koniecznością zakupu towarów lub usług w kraju pożyczkodawcy.

### Instytucjami rządowymi
W drugiej połowie XX w. rozwinął się na dużą skalę przepływ kapitału między instytucjami rządowymi, głównie w krajach rozwiniętych, gdzie pojawiła się nadwyżka „oszczędności”.
Ten rodzaj eksportu kapitału jest najczęściej oparty na umowach dwustronnych, a ich obsługą zajmują się zazwyczaj banki centralne oraz specjalne agencje rządowe.
Wyróżnia się trzy główne formy przepływu kapitału za granicę w sektorze publicznym:
- dotacje
- transfery warunkowozwrotne
- kredyty: 
  - kredyty państwowe towarowe – uruchamiane na podstawie umów zawieranych pomiędzy rządami dwóch państw, pod warunkiem wykorzystania ich do sfinansowania zakupu towarów lub usług w kraju kredytodawcy. Charakteryzują się niskim oprocentowaniem i zwykle kilkuletnią karencją spłaty. Często udzielane są pod warunkiem pewnych ustępstw politycznych.
  - kredyty państwowe finansowe – zwykle są one przeznaczone na finansowanie deficytu bilansu płatniczego lub powiększenie rezerw pieniężnych kraju pożyczkobiorcy. Są to kredyty długoterminowe, a ich uruchomieniem zajmują się banki centralne.

Bank centralny jako podmiot międzynarodowego przepływu kapitału jest zaliczany do instytucji rządowych.

### Podmiotami krajowymi i międzynarodowymi instytucjami finansowymi
Międzynarodowe instytucje finansowe odgrywają znaczącą rolę jako organizacje pośredniczące w wywozie kapitału państwowego.
Mobilizują znaczne środki finansowe pochodzące pierwotnie z wkładów udziałowców i redystrybuują je zgodnie ze statutowymi celami na potrzeby tych spośród nich, którzy zgłaszają na nieuzasadnione zapotrzebowanie.
Ze względu na zasięg działania wyróżnia się:
- międzynarodowe instytucje finansowe o zasięgu światowym : Międzynarodowy Fundusz Walutowy, Bank Światowy, Międzynarodowa Korporacja Finansowa, Międzynarodowe Stowarzyszenie Rozwoju.
- międzynarodowe instytucje finansowe o zasięgu regionalnym : Europejski Bank Odbudowy i Rozwoju, Europejski Bank Inwestycyjny, Afrykański Bank Rozwoju, Międzyamerykański Bank Rozwoju, Azjatycki Bank Rozwoju.

### Krajowymi podmiotami i zagranicznymi rynkamipapierów wartościowych
Ważnym źródłem zaopatrywania się w kapitał przez podmioty krajowe są obce rynki kapitałowe. Podstawową metodą mobilizowania oszczędności zagranicznych na obcych rynkach kapitałowych jest emisja papierów wartościowych. Może być uplasowana na tzw. rynku zagranicznym lub na rynku międzynarodowym. Ma ona formę zagranicznych inwestycji portfelowych, czyli lokat kapitału w zagraniczne papiery wartościowe, głównie w akcje i obligacje. Są one podejmowane bardziej w celu uzyskania przychodów z zainwestowanych środków lub zysków kapitałowych, niż w celu sprawowania kontroli lub zarządzania przedsiębiorstwem.
Oprócz wyżej wymienionych form międzynarodowego przepływu kapitału możemy wyróżnić również:
- lokaty na rynku walutowym – to inwestowanie kapitału za granicą w celu wykorzystania istniejących między poszczególnymi państwami różnic w stopach procentowych, a także różnic kursowych, co pozwala na osiągnięcie większego zysku niż przez inwestowanie na rynku krajowym.

## Motywy przepływu kapitału
- Przepływ o charakterze politycznym lub humanitarnym – charakteryzuje się chęcią niesienia zagranicy pomocy w postaci subsydiów oraz zwrotnej pomocy gospodarczej lub konieczność wyrównania zagranicy zawinionych na skutek działań wojennych strat i szkód poprzez zapłatę reparacji i odszkodowań.

- Przepływy o charakterze ekonomicznym – są podporządkowane zasadzie osiągania maksymalnych zysków oraz m.in.:
  - niższym kosztom inwestycji i produkcji za granicą niż w kraju inwestora
  - zapewnieniu dostępu do źródeł surowców
  - względy podatkowe
  - istnienie granic dla ekspansji wewnątrz kraju oraz obejście barier celnych
  - wykorzystanie przewagi technologicznej
  - różnice stóp procentowych na rynkach pieniężnych
  - produkcja dla przedsiębiorstwa macierzystego.

## Charakter międzynarodowego przepływu kapitału
- Przepływy autonomiczne – są dokonywane przez określone podmioty, niezależnie od innych transakcji w bilansie płatniczym z zamiarem zmiany ich międzynarodowej pozycji wierzycielskiej lub dłużniczej.

Przykładem jest przepływ kapitału wywołany przez prywatnych przedsiębiorców, którzy inwestują kapitał za granicą w celu osiągnięcia wyższej stopy zysku.
- Przepływy indukowane – obejmują one wszelkie te transakcje, które stanowią pasywne dopasowanie się określonych pozycji w bilansie kapitałowym do transakcji bieżących lub autonomicznych przepływów kapitału.

Przykładem są transakcje dewizowe banku centralnego, podejmowane wskutek nierównowagi w bilansie obrotów bieżących, czy w zakresie autonomicznych przepływów kapitału.

## Wpływ międzynarodowego przepływu kapitału na równowagę bilansu płatniczego
- W warunkach ogólnego zrównoważenia bilansów płatniczych przepływ kapitału ma charakter destabilizujący. Deficyt pojawia się w kraju, z którego kapitał migruje. Nadwyżka pojawia się w kraju, w którym kapitał się lokuje.
- Przy bilansie płatniczym niezrównoważonym przepływ kapitału może mieć charakter zarówno:
  - stabilizujący – kapitał musi przepływać z kraju, w którym pojawiła się nadwyżka bilansu płatniczego do kraju, w którym utrzymuje się deficyt.
  - destabilizujący – gdy kapitał przepływa z kraju, w którym utrzymuje się deficyt do kraju, w którym pojawiła się nadwyżka.